# Liste der Bodendenkmäler in Unterthingau
Auf dieser Seite sind die Bodendenkmäler in dem schwäbischen Markt Unterthingau zusammengestellt. Diese Tabelle ist eine Teilliste der Liste der Bodendenkmäler in Bayern. Grundlage ist die Bayerische Denkmalliste, die auf Basis des Bayerischen Denkmalschutzgesetzes vom 1. Oktober 1973 erstmals erstellt wurde und seither durch das Bayerische Landesamt für Denkmalpflege geführt wird. Die folgenden Angaben ersetzen nicht die rechtsverbindliche Auskunft der Denkmalschutzbehörde.

## Bodendenkmäler in Unterthingau

### Bodendenkmäler in der Gemarkung Oberthingau
| Lage                   | Objekt | Akten-Nr.     | Bild |
| ---------------------- | --- | ------------- | ---- |
| Oberthingau (Standort) | Mittelalterlicher Burgstall. | D-7-8229-0009 |      |
| Oberthingau (Standort) | Mittelalterliche und frühneuzeitliche Befunde im Bereich der Katholischen Pfarrkirche St. Stephan in Oberthingau und ihrer Vorgängerbauten. | D-7-8229-0117 |      |
| Oberthingau (Standort) | Frühneuzeitliche Befunde im Bereich der Marienkapelle in Ried.                                                                              | D-7-8229-0119 |      |

### Bodendenkmäler in der Gemarkung Reinhardsried
| Lage                     | Objekt | Akten-Nr.     | Bild                       |
| ------------------------ | --- | ------------- | -------------------------- |
| Reinhardsried (Standort) | Mittelalterlicher Burgstall.                                                                                      | D-7-8228-0001 |                            |
| Reinhardsried (Standort) | Abgegangenes Schloß der frühen Neuzeit.                                                                           | D-7-8228-0002 |                            |
| Reinhardsried (Standort) | Mittelalterliche und frühneuzeitliche Befunde im Bereich der Katholischen Filialkirche St. Anna in Reinhardsried. | D-7-8228-0103 | Bodendenkmal D-7-8228-0103 |

### Bodendenkmäler in der Gemarkung Unterthingau
| Lage                    | Objekt | Akten-Nr.     | Bild                                               |
| ----------------------- | --- | ------------- | -------------------------------------------------- |
| Unterthingau (Standort) | Frühneuzeitliche Befunde im Bereich der Katholischen Kapelle Maria Trost bei Unterthingau.                                                  | D-7-8228-0101 |                                                    |
| Unterthingau (Standort) | Burgstall des Mittelalters. | D-7-8229-0001 |                                                    |
| Unterthingau (Standort) | Burgstall des Mittelalters. | D-7-8229-0002 |                                                    |
| Unterthingau (Standort) | Burgstall des Mittelalters. | D-7-8229-0003 | Burgstall D-7-8229-0003 (Seelenberg)               |
| Unterthingau (Standort) | Burgstall des Mittelalters. | D-7-8229-0004 |                                                    |
| Unterthingau (Standort) | Mittelalterliche und frühneuzeitliche Befunde im Bereich der Katholischen Seelenkapelle bei Unterthingau.                                   | D-7-8229-0109 | Befunde im Bereich der Seelenkapelle D-7-8229-0109 |
| Unterthingau (Standort) | Mittelalterliche und frühneuzeitliche Befunde im Bereich der Katholischen Pfarrkirche St. Nikolaus in Unterthingau und ihres Vorgängerbaus. | D-7-8229-0110 |                                                    |
| Unterthingau (Standort) | Siedlung des Mittelalters und der frühen Neuzeit.                                                                                           | D-7-8229-0111 |                                                    |
| Unterthingau (Standort) | Mittelalterliche und frühneuzeitliche Befunde im Bereich des ehemaligen Schlosses von Unterthingau.                                         | D-7-8229-0112 |                                                    |